# Stora året
Stora året är en informell tävling inom fågelskådarkretsar i USA. Tävlingen går ut på att se, eller höra så många olika arter som möjligt i Nordamerika under ett kalenderår.

## Historia
1953 gjorde Roger Tory Peterson och James Fisher en 30 000 miles lång bilfärd genom stora delar av Nordamerika. Denna resa skrev de en bok om som heter "Wild America" och som senare också blev en film. I en fotnot i boken nämner Peterson att hans årslista under 1953 var 572 arter. Detta blev startskottet för det stora året. 1956 höjde den 22-årige engelsmannen Stuart Keith ribban genom att följa Peterson och Fishers rutt och få ihop en årslista på 598 arter.
Keiths rekord stod sig i femton år tills den blott arton år gamla Ted Parker under sitt sista år på high school och första år på universitetet lyckade få ihop en årslista på 626 arter.
En av de skådare som, trots att han inte lyckades slå rekordet, har fascinerat många skådare är Kenn Kaufmann. Han hoppade av skolan bara 16 år gammal och med en minimal budget gav han sig ut på det stora året 1973 genom att lifta sig igenom hela Nordamerika. Han ska ha levt på kattmat och fått sitta i häkte i två dagar och ändå fått ihop 666 arter, slagen med endast tre arter av en annan skådare vid namn Floyd Murdoch.
1979 lyckades Jim Vardaman skrapa ihop 699 arter under sitt stora år med hjälp av oändligt mycket pengar och med kunskapen från några av Nordamerikas bästa fågelguider. Vardaman själv var ingen stor ornitolog men lyckades köpa sig den kunskap han behövde för att slå rekordet. Fågelguiderna tog med honom Nordamerika runt ett antal gånger och pekade ut rariteterna för honom.
I det stora året 1998 deltog de tre hängivna skådarna Sandy Komito, Greg Miller och Al Levantin. Bland annat på grund av att El Niño slog till extra hårt de året så lyckades de alla tre få fler än 700 arter. Den ena deltagaren, Sandy Komito, hade redan slagit rekordet med 721 arter två år tidigare men var fast besluten om att slå sitt eget rekord igen. Det gjorde han med den oslagbara slutsumman på 745 arter. Detta år skrev senare Mark Obmascik en bok om som just heter "Det stora året".

## Bästa årslistorna
- 745 arter - Sandford (Sandy) Komito (1998)
- 721 arter - Sandford (Sandy) Komito (1987)
- 715 arter - Greg Miller (1998)
- 714 arter - William Rydell (1992)
- 712 arter - B. Schiftlett (1993)
- 711 arter - Benton Bascham (1983)
- 711 arter - Al Levantin (1998)
- 699 arter - Jim Vardaman (1979)

## Böcker om Stora året
- Kingbird Highway - Kenn Kaufman (om året 1973)
- Call Collect, Ask for Birdman - Jim Vardaman (om året 1979)
- Birding's Indiana Jones - Sandford Komito (om året 1987)
- A year of birds - William Rydell (om året 1992)
- Det stora året - Mark Obmascik (om året 1998)
- I came, I saw, I counted - Sandford Komito (om året 1998)